# Чередниченко, Игорь Викторович
И́горь Ви́кторович Чередниче́нко (укр. Ігор Вікторович Чередніченко; род. 9 мая 1984, Харьков) — украинский футболист, защитник

## Биография
Воспитанник харьковского футбола. Начинал заниматься в ДЮСШ-8 у Андрея Васильевича Дорошенко, затем продолжил обучение в спортинтернате.
В 2001 году заключил контракт с харьковским «Металлистом». Выступал за вторую команду и за дубль. 20 апреля 2003 года в игре с «Днепром» дебютировал в Премьер-лиге. В 2005 году после смены руководства харьковского клуба был вынужден сменить команду.
Летом 2005 перешёл в «Александрию», где и провёл семь с половиной лет. В составе александрийцев Чередниченко прошёл путь из второй в Премьер-лигу, был многолетним лидером и капитаном. В этом городе родились двое его детей.
Во время зимнего перерыва в сезоне 2012/13 отправился в Белоруссию, где защищал цвета клуба «Торпедо-БелАЗ». В этой команде сходу стал незаменимым игроком основного состава. Даже после поражений с крупным счетом, у тренерского штаба жодинцев претензий к украинцу не возникало. Футболист демонстрировал надежную игру, зачастую руководил действиями всей обороны, эффективно играл и в центре защиты, и на фланге, куда был перемещён из-за травм других игроков. В чемпионате провёл 25 игр, в которых получил три предупреждения и отметился голевой передачей Александру Яцкевичу в победном матче с «Белшиной», исполнив навес с фланга в центр штрафной площадки. В июле, в матче против «Немана», Чередниченко получил травму и впервые в сезоне досрочно покинул поле. После хирургического вмешательства на два месяца остался вне игры. Восстановившись, вернулся в основу, но после провального матча с БАТЭ, в котором допустил несколько ошибок, в оставшихся двух играх чемпионата оставался в запасе.
После окончания контракта вернулся в Харьков, где самостоятельно поддерживал форму в компании занятых, как и он, поисками нового клуба Владимира Кравченко, Игоря Цыгырлаша, Александра Яценко и Вадима Милько.
Пытался трудоустроиться в «Александрии», но в последний момент наставник Владимир Шаран передумал подписывать с ним контракт. 6 марта 2014 подписал контракт принципиальнейшим соперником александрийцев — кировоградской «Звездой». В этой команде доиграл сезон 2013/14 и начал следующий, после 11 туров которого ушёл из клуба.
Летом 2015 года перешёл в харьковский «Гелиос», который покинул спустя два года. В июне 2017 года подписал контракт с харьковским клубом «Металлист 1925», который заявился во Вторую лигу Украины.

## Стиль игры
Начинал играть на позиции правого защитника. Со временем в «Александрии» был переведён в центр обороны.

## Вне футбола
К 2013 году получил два высших образования. Первое — в Харьковской академии физкультуры, второе — на историко-правовом факультете Харьковского педагогического университета. В 2013 году учился в Киевской межрегиональной академии управления персоналом.

## Достижения
Металлист
- Серебряный призёр Первой лиги Украины: 2003/04
- Серебряный призёр Турнира дублеров: 2004/05

Александрия
- Победитель Первой лиги Украины: 2010/11
- Бронзовый призёр Первой лиги Украины (2): 2008/09, 2012/13
- Серебряный призёр Второй лиги Украины: 2005/06

Торпедо-БелАЗ
- Полуфиналист Кубка Белоруссии: 2013

Металлист 1925
- Бронзовый призёр Второй лиги Украины: 2017/18